# Akademisches Opern- und Ballett-Theater Nowosibirsk

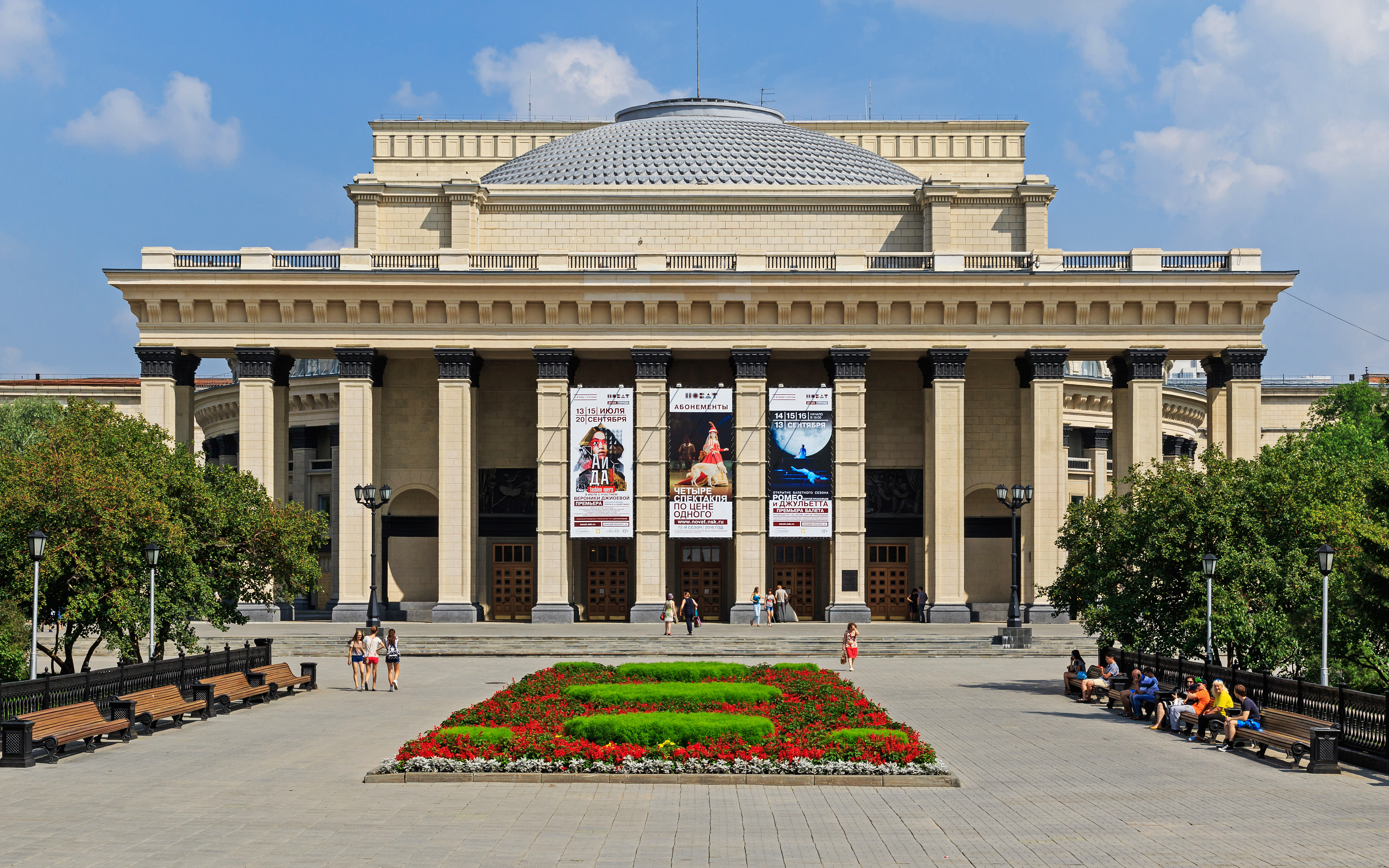

Das Staatliche Akademische Opern- und Ballett-Theater Nowosibirsk (russisch: Новосибирский государственный академический театр оперы и балета) am Lenin-Platz im Zentrum der russischen Stadt Nowosibirsk ist das wichtigste Theater in Sibirien und eines der bedeutendsten in Russland. Es besitzt das größte Theatergebäude Russlands, größer noch als das Moskauer Bolschoi-Theater. Die äußere Erscheinung des im Februar 1944 fertiggestellten Bauwerks wird geprägt von einem zentralen, 35 Meter hohen Kuppelbau mit vorgelagerter, enorm großer Säulenhalle als Foyer. Die Bühne ist 30 Meter tief und ebenso hoch. Das Haus belegt eine Fläche von 11.837 Quadratmetern, umschließt 294.340 Kubikmeter Raum und bietet Platz für rund 1.800 Zuschauer. Die erste Aufführung fand am 12. Mai 1945 statt. 
Durch eine Renovierung im Jahr 2005 wurde es zum technisch modernsten Theater Russlands. Im gleichen Jahr gab die Bank Rossii eine silberne Gedenkmünze zum Nominalwert von 3 Rubel mit einer Ansicht des Theaters heraus.